# José Cayetano Heredia

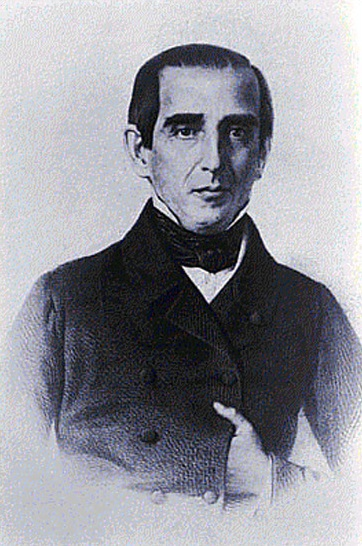
José Cayetano Heredia

José Cayetano Heredia Sánchez (* 7. November 1797 in Catacaos, Piura; † 10. Juni 1861 in Miraflores, Lima) war ein peruanischer Mediziner und Professor.

## Leben
José Cayetano Heredia, Sohn von Manuel Heredia und Manuela Heredia Sánchez, wuchs im Vorort Catacaos von Piura auf. Im Jahre 1813 verzog die Familie nach Lima. Heredia studierte dort Medizin an der Universidad Nacional Mayor de San Marcos. 1825 schrieb er seine Dissertation und wurde Professor an der Hochschule in San Fernando. Er war Rektor des Colegio de la Independencia, wo er von 1843 bis 1856 lehrte und Mitglied der Junta Directiva de Medicina war.
1843 bis 1848 war er Chefarzt beim Tribunal Protomédico de Lima. 1855 verfasste er den Entwurf zur Gründung und Einrichtung der ersten Fakultät für Medizin in Lima die 1856 am Colegio de la Independencia eingerichtet wurde.

## Ehrungen
Die 1961 gegründete Universität Universidad Peruana Cayetano Heredia in Lima wurde nach ihm benannt, ebenso die Universitätsklinik der Medizinischen Fakultät der Universidad Nacional Mayor de San Marcos.